# Vitaliy Parakhnevych
Vitaliy Parakhnevych, född 4 maj 1969, är en tadzjikisk tidigare fotbollsspelare.
Vitaliy Parakhnevych spelade 1 landskamp för det tadzjikiska landslaget.